# Tsutomu Takahata
Tsutomu Takahata (ur. 16 czerwca 1968) – japoński piłkarz występujący na pozycji pomocnika.

## Kariera piłkarska
Od 1991 do 1995 roku występował w Fujitsu.

## Kariera trenerska
Po zakończeniu piłkarskiej kariery pracował jako trener w Kawasaki Frontale, J.League U-22 Selection i Hebei China Fortune.